# Paleontologia

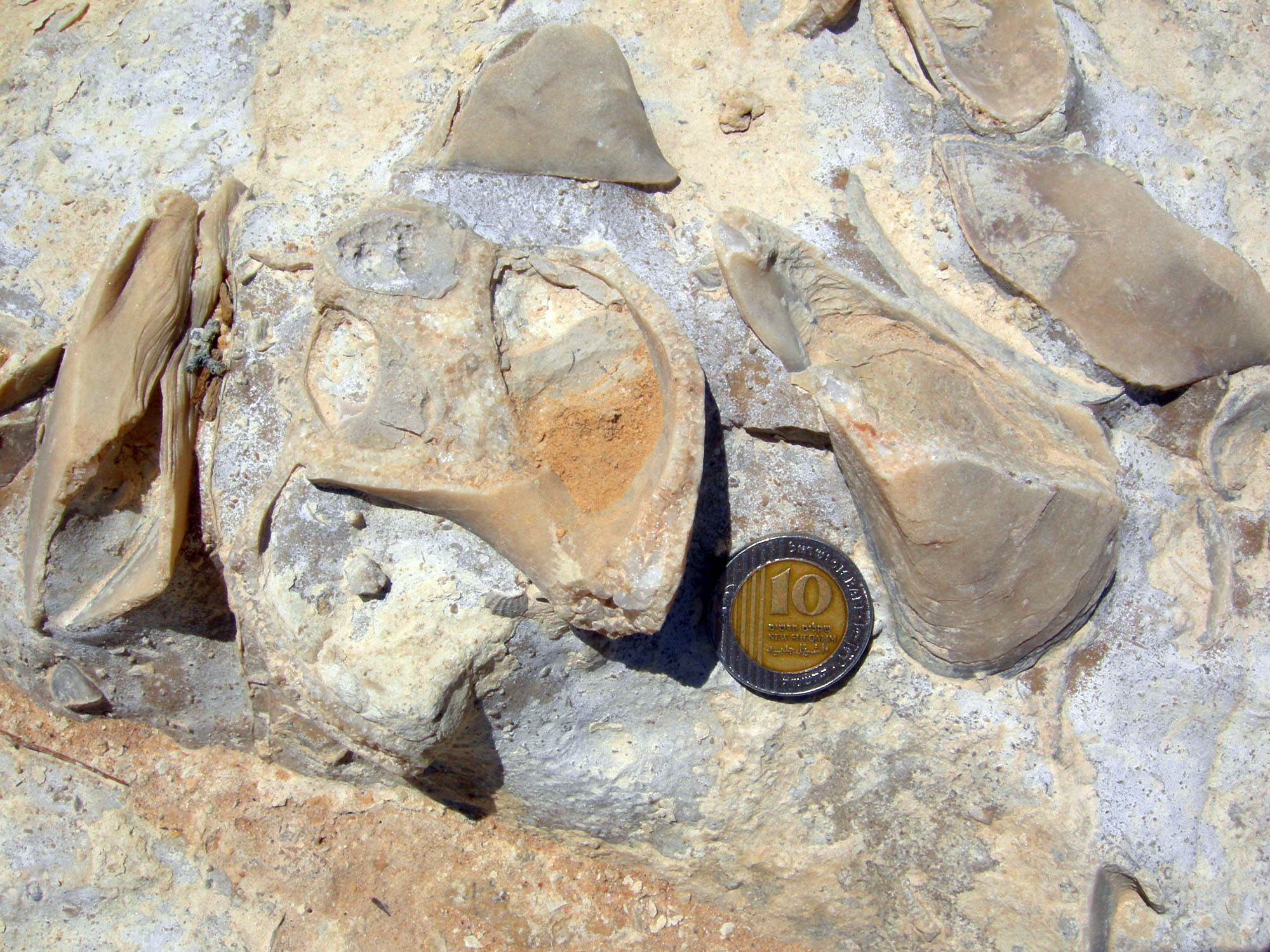
Skamieniałości mięczaków

Paleontologia (gr. παλαιός palaiós „stary”, ṓn „istniejący”, λόγος lógos „nauka”) – nauka z pogranicza biologii i geologii, zajmująca się organizmami kopalnymi, wyprowadzająca na podstawie skamieniałości i śladów działalności życiowej organizmów wnioski ogólne o życiu w przeszłości. Za pioniera paleontologii uważa się francuskiego uczonego, Gorgesa-Louisa Leclerca, który w XVIII w. wykazał, że skamieniałości to w rzeczywistości szczątki wymarłych organizmów.
Dzieli się ją m.in. na paleozoologię, paleobotanikę (zajmującą się roślinami kopalnymi), mikropaleontologię oraz paleopatologię. Zagadnieniami ewolucji człowieka zajmuje się natomiast antropogeneza.
Z paleontologią związany jest jeszcze jeden termin – paleobiologia, oznaczający nurt zajmujący się biologiczną interpretacją danych paleontologicznych.